# Josef Niesen

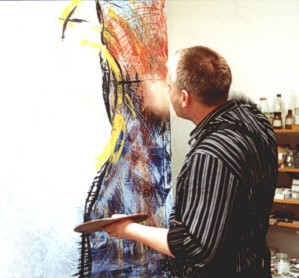
Josef Niesen, 2004

Josef Niesen (* 8. Januar 1963 in Bonn) ist ein deutscher Verleger, Autor und Maler.

## Leben
Niesen besuchte das Institut für Ausbildung in bildender Kunst und Kunsttherapie (IBKK) Bochum und die Freie Kunstakademie Rhein/Ruhr in Essen. Von 1991 bis 2006 war Niesen freischaffend als Maler und Grafiker tätig. 1997 bis 2008 war er Mitglied im Bundesverband Bildender Künstlerinnen und Künstler (BBK) Bonn, den er von 1999 bis 2003 als Zweiter Vorsitzender leitete. Von 2002 bis 2008 war er Mitglied der Künstlergruppe Semikolon.
Nach einer surrealistischen Phase und einer langjährigen Phase der Abstraktion wandte Niesen sich in seiner letzten Phase vor allem der Landschaftsmalerei zu. Seine Kompositionen waren vielfach großformatig, ließen Raum für bildfüllende Himmel und drängten die Landschaft selbst oft an den unteren Bildrand. Häufig nutzte er die Technik des Spachtelns. Die Kunsthistorikerin Rapp-Neumann schreibt dazu: „In ihrer diffizilen, subtilen Farbgebung sind seine Bilder ein Genuss, der nicht nur visuell, sondern ganzheitlich den Betrachter unmittelbar anspricht und berührt […] Seine Werke jüngeren Datums zeichnen sich nach wie vor durch bezwingende Ästhetik, technische Raffinesse und subtile Delikatesse in Farb- und Formgebung aus.“
In seinen Bildern ging es Niesen häufig auch um die Auseinandersetzung zwischen Fläche und Linie, wobei er Flächen auslotete und dabei sichtbare Schaffensspuren hinterließ. Seine Arbeit war „impulsiv, aber keineswegs ungezügelt, temperamentvoll und diszipliniert“.
Besondere Beachtung, auch in der Presse, fanden seine Bilderzyklen Industrie und Stadt mit großformatigen Ölbildern der Bonner Südstadt und der umliegenden Industrien sowie Betrachtungen zu Olivier Messiaen (1997) nach dessen Orgelkomposition Nativité du Seigneur.
Für die kath. Pfarrkirche in Viersen-Bockert schuf Niesen das Altarbild und für die Krypta des Bonner Münsters zwei Gedenktafeln (für Theresia von Lisieux und für Papst Johannes XXIII.)
Seit 2006 ist Niesen als Autor tätig. Im selben Jahr erschien als sein erstes Buch das Bonner Personenlexikon (Bouvier-Verlag), das 2008 in einer zweiten und 2011 in einer dritten, stark erweiterten und verbesserten Auflage herauskam. Seit 2008 schreibt Niesen zudem regelmäßig Artikel für die vom Stadtarchiv Bonn herausgegebenen Bonner Geschichtsblätter sowie für das Portal Rheinische Geschichte des LVR-Instituts für Landeskunde und Regionalgeschichte. Daneben schreibt er biografische Artikel für bedeutende lexikalische Werke wie das Biographisch-Bibliographische Kirchenlexikon (BBK), das von der Österreichischen Akademie der Wissenschaften herausgegebene Österreichische Biographische Lexikon (ÖBL) und das Lexikon verfolgter Musiker und Musikerinnen der NS-Zeit, das von der Forschungsstelle der Universität Hamburg herausgegeben wird.
Im Jahr 2017 gründete Niesen den BonnBuchVerlag mit Schwerpunkt auf Regionalliteratur über Bonn und das Rheinland. Er lebt mit seiner Frau Anna Niesen in Bonn-Kessenich. Seit 2016 ist das Paar verheiratet.

## Publikationen (Auswahl)
- Bonner Personenlexikon. Bouvier, Bonn 2007, ISBN 978-3-416-03159-2.
- Gerhard von Are, Propst des Bonner St. Cassiusstifts von 1124–1169. In: Stadtarchiv Bonn (Hrsg.), Bonner Geschichtsblätter. Jahrbuch des Bonner Heimat- und Geschichtsvereins, Band 57/58, Bonn 2008, ISSN 0068-0052.
- Bonner Personenlexikon. 2., verbesserte Auflage, Bouvier, Bonn 2008, ISBN 978-3-416-03180-6.
- Dietrich II. von Moers, Kurfürst und Erzbischof (1385–1463), in: Traugott Bautz (Hrsg.), Biographisch-Bibliographisches Kirchenlexikon, Band 31, Nordhausen 2010.
- Gerhard von Are, Propst (um 1100–1169), in: Traugott Bautz (Hrsg.), Biographisch-Bibliographisches Kirchenlexikon, Band 31, Nordhausen 2010.
- Heinrich Ruster, Widerständler (1884–1942), in: Traugott Bautz (Hrsg.), Biographisch-Bibliographisches Kirchenlexikon, Band 31, Nordhausen 2010.
- Randolph von Breidbach-Bürresheim, Widerständler (1912–1945), in: Traugott Bautz (Hrsg.), Biographisch-Bibliographisches Kirchenlexikon, Band 32, Nordhausen 2011.
- Bonner Personenlexikon. 3., verbesserte und erweiterte Auflage, Bouvier, Bonn 2011, ISBN 978-3-416-03352-7.
- Georg Freiherr von Boeselager, Widerständler (1915–1944), in: Traugott Bautz (Hrsg.), Biographisch-Bibliographisches Kirchenlexikon, Band 32, Nordhausen 2011.
- Philipp Freiherr von Boeselager, Widerständler (1917–2008), in: Traugott Bautz (Hrsg.), Biographisch-Bibliographisches Kirchenlexikon, Band 32, Nordhausen 2011.
- Eine unbekannte Stadtansicht von Bonn aus dem 18. Jahrhundert. In: Stadtarchiv Bonn (Hrsg.), Bonner Geschichtsblätter, Jahrbuch des Bonner Heimat- und Geschichtsvereins, Band 62/63, Bonn 2013, ISSN 0068-0052.
- Bonner Denkmäler und ihre Erbauer, Verlag Edition Lempertz, Bonn 2013, ISBN 978-3-943883-52-7.
- Simcha Cohen, Kurkölnischer Oberrabbiner (1734–1860), in: Traugott Bautz (Hrsg.), Biographisch-Bibliographisches Kirchenlexikon, Band 34, Nordhausen 2013.
- Franz Bücheler, Philologe (1837–1908), in: Traugott Bautz (Hrsg.), Biographisch-Bibliographisches Kirchenlexikon, Band 34, Nordhausen 2013.
- Emil Moses Cohn, Rabbiner und Dramatiker (1881–1948), in: Traugott Bautz (Hrsg.), Biographisch-Bibliographisches Kirchenlexikon, Band 34, Nordhausen 2013.
- Caspar Anton Reichsgraf von der Heyden genannt Belderbusch, Kurkölnischer Premierminister (1722–1784), in: Traugott Bautz (Hrsg.), Biographisch-Bibliographisches Kirchenlexikon, Band 34, Nordhausen 2013.
- Bonn im Spiegel der Musik. In: Stadtarchiv Bonn (Hrsg.), Bonner Geschichtsblätter, Jahrbuch des Bonner Heimat- und Geschichtsvereins, Band 64, Bonn 2014, ISSN 0068-0052.
- Die ersten Gaslaternen leuchten, in: General-Anzeiger Bonn vom 25. Februar 2016, S. 20.
- Christian August Brandis, Philosoph (1790–1867), in: Traugott Bautz (Hrsg.), Biographisch-Bibliographisches Kirchenlexikon, Band 37, Nordhausen 2016.
- Hermann Clemens Otto Deiters, Musikwissenschaftler (1833–1907), in: Traugott Bautz (Hrsg.), Biographisch-Bibliographisches Kirchenlexikon, Band 37, Nordhausen 2016.
- Gib mir den letzten Abschiedskuss. Die Lebensgeschichte des Schlagertexters Charles Amberg (1894–1946) zwischen Aufstieg und KZ-Haft, BonnBuchVerlag, Bonn 2017, ISBN 978-3-00-056023-1.
- Historisches Bonn. Ein fotografischer Rundgang mit Bildern aus zwei Jahrhunderten, BonnBuchVerlag, Bonn 2017, ISBN 978-3-9818821-0-0.
- Albert Hermann Küppers, Bildhauer (1842–1929), in: Portal Rheinische Geschichte, LVR-Institut für Landeskunde und Regionalgeschichte.
- Friedrich Christian Diez, Philologe (1794–1886), in: Traugott Bautz (Hrsg.), Biographisch-Bibliographisches Kirchenlexikon Band 38, Nordhausen 2017.
- Charles Amberg, Komponist, Librettist und Schlagertexter (1894–1946), in: Lexikon verfolgter Musiker und Musikerinnen der NS-Zeit, Claudia Maurer Zenck u. a. (Hrsg.), Universität Hamburg, Hamburg 2017.
- Auf Nordfahrt mit der MS Lofoten. Eine Hurtigruten-Reise mit dem Postschiff entlang der norwegischen Küste, BonnBuchVerlag, Bonn 2018, ISBN 978-3-9818821-1-7. (mit Anna Niesen[6])
- Hanns Heinz Ewers, Schriftsteller, Drehbuchautor und Kabarettist (1871–1943), in: Portal Rheinische Geschichte, LVR-Institut für Landeskunde und Regionalgeschichte.
- Gib mir den letzten Abschiedskuss, 2. verbesserte Auflage mit neuen Erkenntnissen, BonnBuchVerlag, Bonn 2018, ISBN 978-3-9818821-4-8.
- Waldstein und Wartenberg (Waldstein-Wartenberg), Ferdinand Ernst Gf. von (1762–1823), Ordensmann, Diplomat und Mäzen, in: Österreichischen Akademie der Wissenschaften (Hrsg.), Österreichisches Biographisches Lexikon (ÖBL), 1815–1950, Band 15 (Lfg. 69), Wien 2018.
- Historisches Siebengebirge. Alte Schwarzweiß- und Farbansichten rund um den Drachenfels, BonnBuchVerlag, Bonn 2019, ISBN 978-3-9818821-5-5.
- Historisches Bonn – Band 2. Frühe Farbansichten von Bonn, Beuel und Bad Godesberg, BonnBuchVerlag, Bonn 2019, ISBN 978-3-9818821-6-2.
- Bönnsche Geschichte und Geschichten, BonnBuchVerlag, Bonn 2019, ISBN 978-3-9818821-3-1.